# Kamapua'a

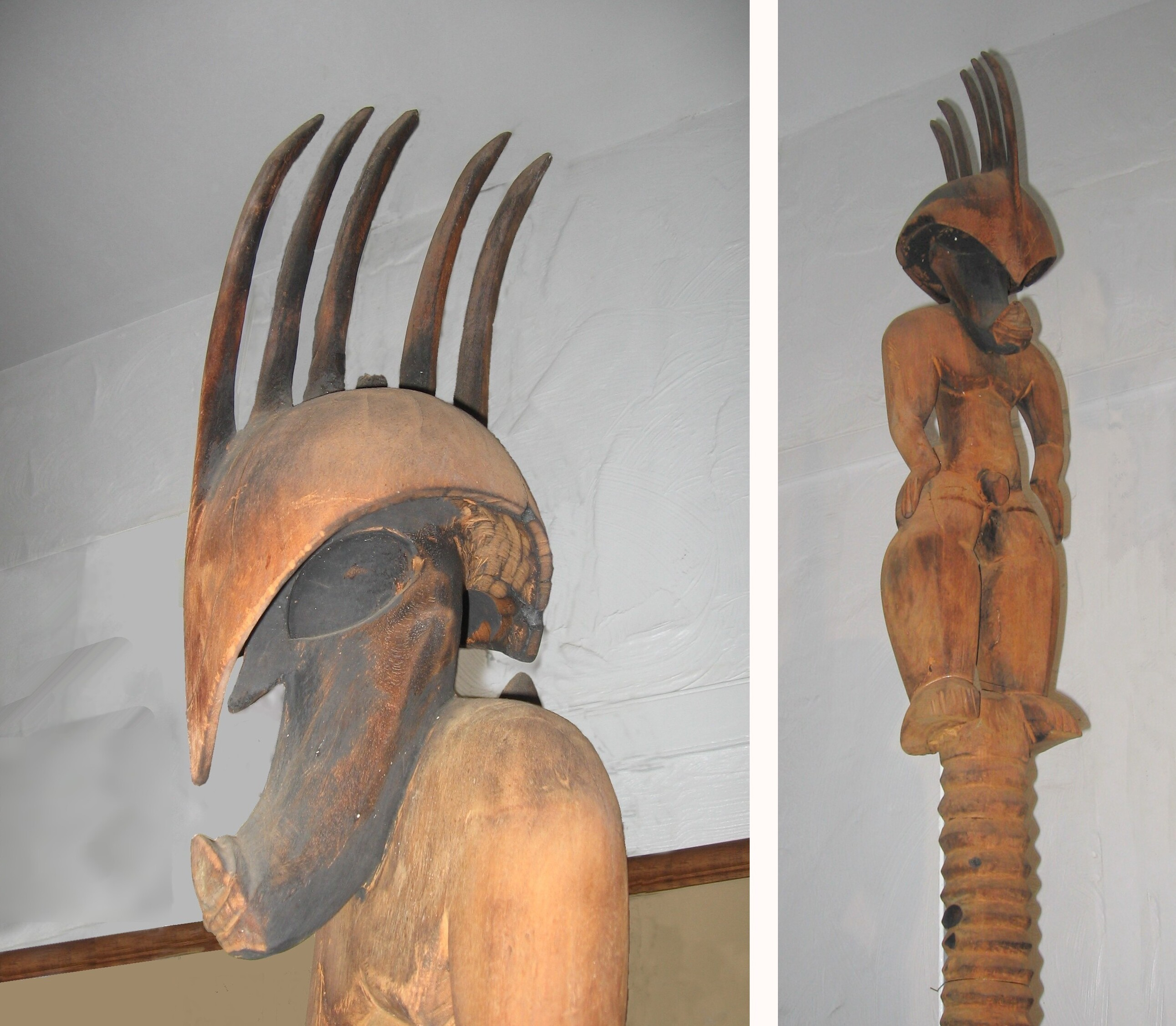
Statua lignea del periodo pre-missionario che raffigura Kamapua'a. È stata scoperta in una caverna nell'entroterra di Maui. È esposta alla Bailey House Museum.

 Nella mitologia hawaiana, Kamapuaʻa ("figlio porco") è un suino antropomorfo, semi-dio della fertilità associato a Lono, il dio dell'agricoltura. Kamapua'a è il figlio di Hina e Kahiki-ula, il padrone di Kauani. È particolarmente connesso con l'isola di Maui.
Kamapua'a è meglio conosciuto per la sua turbolenta relazione con la dea del fuoco Pele. Nonostante la potenza di Pele, la perseveranza di Kamapua'a gli permise di trasformare la sua pietra lavica in terreno fertile.
È legato al humuhumunukunukuapuaa (appartenente alla famiglia dei pesci balestra), nonché pesce simbolo dello stato hawaiano.